# 薩克森-魏瑪-艾森納赫的瑪麗·亞歷山德琳
薩克森-魏瑪-艾森納赫的瑪麗·亞歷山德琳（德語：Marie Anna Alexandrine Sophie Auguste Helene von Sachsen-Weimar-Eisenach，1849年1月20日—1922年5月6日），薩克森-魏瑪-艾森納赫大公卡爾·亞歷山大的長女。

## 家庭
1876年，瑪麗·亞歷山德琳與羅伊斯-科斯特利茨的亨利七世結婚，兩人共有3子2女：
1. 亨利三十二世（英语：Prince Heinrich XXXII Reuss of Köstritz）（1878年—1935年）
2. 亨利三十三世（英语：Prince Heinrich XXXIII Reuss of Köstritz）（1879年—1942年）
3. 約翰娜（1882年—1883年），夭折
4. 索菲·蕾奈特（英语：Sophie Renate Reuss of Köstritz）（1884年—1968年）
5. 亨利三十五世（1887年—1936年）

## 荷蘭王位繼承
1890年荷蘭國王威廉三世去世，其年僅十歲的女兒威廉明娜繼位為荷蘭女王。隨著她的表哥卡爾·奧古斯特、姑姑索菲公主和表姪子博恩哈德相繼去世，瑪麗·亞歷山德琳成為荷蘭王位的第二繼承人，排在她的姪子、薩克森-魏瑪-艾森納赫大公國的繼承人威廉·恩斯特之後。然而威廉·恩斯特拒絕為了荷蘭王位放棄薩克森-魏瑪-艾森納赫的繼承權，因此若威廉明娜未留下子女即去世，瑪麗·亞歷山德琳或其長子亨利三十二世將成為荷蘭君主。由於亨利三十二世正於德國海軍服役，許多人擔心荷蘭未來將落入德國的控制中。直到1909年朱麗安娜公主的誕生，荷蘭王位的繼承問題才獲得解決。